# 鄰交徵書
《鄰交徵書》，日本江戶時代學者伊藤松（字貞一，號威山）所編，採用漢語文言文體，收錄了古代中日兩國上起漢魏，下迄明清的邦交文獻及詩文，對中日關係史的研究，整理並提供了大量的珍貴史料。

## 編撰動機
據《鄰交徵書‧序》（由江戶時代學者仁科幹所撰）的介紹，本書的作者伊藤松「字貞一，號威山，博涉史傳，最精國學，為人忼慨尚氣節，所以有斯舉也。」伊藤松之所以要編成此書，是由於日中兩國，尚未出現較令人滿意的雙方關係史書，在日本方面是偏重佛學，「古之緇流秀而文者，無如最澄、空海，然而其得止于密，其弘不過法，異我所謂『道』」，中國方面雖有浩如煙海的史料，但錯漏百出，「其史集稗說，往往載我事，謬傳臆斷，固為杜撰，流譚浮說，率屬孟浪，譬之蠡測海，管窺豹，無知其全體。」再者，伊藤松擔心經過歷代戰亂的洗禮後，這些文獻難免「或罹兵燹，或散失」，因此「乃網羅和漢相與者，漁獵風馬相及者，彼此斯揭，古今斯分，凡事無巨細，義無精粗，若文若詩，彙為若干卷，名曰《鄰交徵書》。」到1838年（日本天保九年）開始付諸剞劂，1840年（天保十一年）〕刻成，全書篇幅共有三篇（初篇、二篇、三篇），每篇各有兩卷。

## 取材
《鄰交徵書》取材範圍廣泛，成果豐富，伊藤松簡單地歸納為「和漢書籍，或傳來之真書、臨書及搨本、石刻、碑銘、行狀等皆錄」。據中國學者王寶平的說法，具體而言本書徵引的典籍達一百六十五種之多，當中以中國古籍為主，並有部份《日本書紀》、《大日本史》、《善鄰國寶記》等日本典籍，以及搜羅了日本的寺廟及個人珍藏，包括寫本（十一件）、真書（六十件）、拓本（三件）、臨本（三件）、臨書（兩件）等。

## 學術價值
- 為《鄰交徵書》寫《序》的仁科幹，認為它是一部「奇書」：「此舉也，洵令我讀奇書，見聞所未見，所未聞，豈不愉快哉。」[1]
- 中國學者王寶平認為，本書有三個特點。首先，它是世上較早的一部「中國中日關係史料專題集」；其次是它「選錄那些篇幅較短的文章」，因而「使得全書更顯得輕靈」；最後是它善於收錄文獻，「為後人保存了大量的珍貴史料」。[4]

## 流傳情況
在日本，《鄰交徵書》不乏館藏。在中國大陸，則在遼寧圖書館、上海圖書館、廣東中山圖書館、中國科學院圖書館、南京大學圖書館以及華東師範大學圖書館及中國國家圖書館等館有藏（中國國家圖書館收藏了兩種日本原刻刊本）。
在再版發行方面，日本國書刊行會曾於1975年影印出版，但有未完善之處，而中國方面，則由浙江工商大學在2007年整理，並由上海世紀出版股份有限公司及上海辭書出版社出版。

## 外部連結
- （日語）.[永久]
- （日語）.[永久]
- （中文）.[永久]